# مجموعه موزه هنر و فرهنگ ملی میستسکی آرسنال
مجموعه موزه هنر و فرهنگ ملی میستسکی آرسنال (به لاتین: Mystetskyi Arsenal National Art and Culture Museum Complex) یک موزه در اوکراین است که در کی‌یف واقع شده‌است.